# Limoniinae
Limoniinae (лат.) — подсемейство двукрылых семейства болотниц.

## Описание
Среднего размера и крупные комары с голыми глазами и коротким рыльцем. Ротовые органы редуцированы. Усики разнообразного строения (мутовчатые, гребенчатые, пильчатые) состоят из 14 или 16 члеников. Шпоры на голенях всех ног отсутствуют.

## Экология
Личинки развиваются на камнях покрытых мхами и водорослями в почве и разлагающейся подстилке и древесине, в грибах и натёках древесного сока. Тело личинки находится в чехликах построенных из частиц субстрата. В течение года развивается одно или редко два поколения.

## Классификация
В мировой фауне около 2300 видов. Включает следующие роды:
- Achyrolimonia Alexander, 1965
- Amphilimnobia Alexander, 1920
- Antocha Osten Sacken, 1860
- Araucoxenia Alexander, 1969
- Atypophthalmus Brunetti, 1911
- Collessophila Theischinger, 1994
- Dapanoptera Westwood, 1881
- Degeneromyia Alexander, 1956
- Dicranomyia Stephens, 1829
- Dicranoptycha Osten Sacken, 1860
- Discobola Osten Sacken, 1865
- Elephantomyia Osten Sacken, 1860
- Elliptera Schiner, 1863
- Geranomyia Haliday, 1833
- Helius Lepeletier & Serville, 1828
- Lechria Skuse, 1890
- Libnotes Westwood, 1876
- Limnorimarga Alexander, 1945
- Limonia Meigen, 1803
- Lipsothrix Loew, 1873
- Metalimnobia Matsumura, 1911
- Neolimonia Alexander, 1964
- Orimarga Osten Sacken, 1869
- Palaeopoecilostola Meunier, 1899
- Platylimnobia Alexander, 1917
- Protohelius Alexander, 1928
- Rhipidia Meigen, 1818
- Taiwanina Alexander, 1928
- Thaumastopter Mik, 1866
- Thrypticomyia Skuse, 1890
- Tonnoiromyia Alexander, 1926
- Toxorhina Loew, 1850
- Trentepohila Bigot, 1854
- Trentepohlia Bigot, 1854
- Trichoneura Loew, 1850
- Xenolimnobia Alexander, 1926

## Палеонтология
Древнейший ископаемый представитель подсемейства (Corethrium pertinax) обнаружен в отложениях берриасского яруса нижнего мела (145,0—139,8 млн лет) в Великобритании.

## Распространение
Встречается по всему миру, максимальное видовое разнообразие отмечено в Неотропике и Ориентальной области.